# Рівне (Правдинський район)
Рі́вне (рос. Ровное), до 1950 року — Гайнріхсдорф (нім. Heinrichsdorf) — селище в Правдинському районі Калінінградської області Російської Федерації. Входить до складу Правдинського міського поселення.